# Tipula schmidiana
Tipula schmidiana är en tvåvingeart som beskrevs av Alexander 1961. Tipula schmidiana ingår i släktet Tipula och familjen storharkrankar. Inga underarter finns listade i Catalogue of Life.